# Stendaler Straße 9 (Magdeburg)

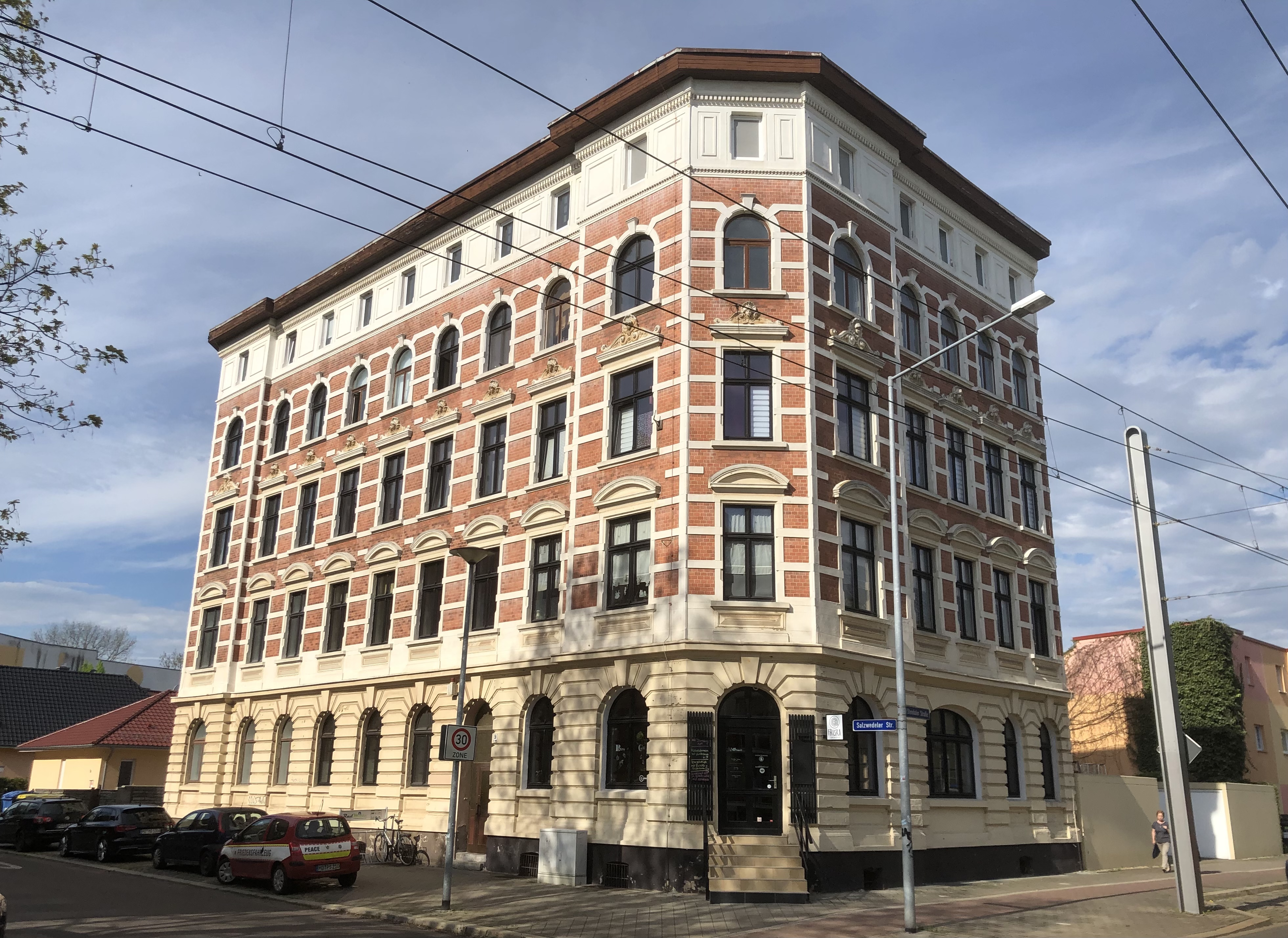
Stendaler Straße 9 im Jahr 2021

Das Gebäude Stendaler Straße 9 ist ein denkmalgeschütztes Wohn- und Geschäftshaus in Magdeburg in Sachsen-Anhalt. 

## Lage
Es befindet sich auf der Südseite der Stendaler Straße, in einer markanten Ecklage westlich der Einmündung der Salzwedeler Straße im Magdeburger Stadtteil Alte Neustadt. Gegenüber, auf der anderen Seite der Salzwedeler Straße, steht das Werner-von-Siemens-Gymnasium.

## Architektur und Geschichte
Der viereinhalbgeschossige repräsentative Bau entstand etwa 1880/1890 im Stil der Neorenaissance. Die Fassaden des Ziegegebäudes sind mit reichen Putzgliederungen versehen. Die Ecksituation ist mit einem polygonal angeschnittenen Eckrisaliten betont. Am Erdgeschoss befindet sich eine Rustizierung, die großen Fensteröffnungen sind dort als Rundbögen ausgeführt. In der darüber befindlichen Beletage sind die Fensteröffnungen mit Segmentbogengiebeln, im dritten Obergeschoss mit Kragplatten und Stuckverzierungen überspannt.
Im örtlichen Denkmalverzeichnis ist das Gemeindehaus unter der Erfassungsnummer 094 81859 als Baudenkmal verzeichnet.
Der Bau gilt als straßenbildprägend und städtebaulich bedeutsam.